# Крсташке државе
Крсташке државе су биле бројне феудалне државе, које су створили крсташи у Малој Азији и Светој земљи (историјској Палестини). Те крсташке државе су поново окупиране од стране исламских држава. Крсташке државе на Леванту, колективно познате као Оутремер, биле су: Краљевство Јерусалим, Кнежевина Антиохија, Грофовија Триполи и Грофовија Едеса (поред Краљевине Кипар). Људи из крсташких држава су генерално називани „Латинима”, што је заједнички демоним за следбенике латинске цркве, за разлику од аутохтоних следбеника источног хришћанства.
Године 1098, западноевропски крсташи су узурпирали град Едесу и заузели Антиохију на њиховом оружаном ходочашћу у Јерусалим, које је спроведено након опсаде из 1099. године. Уследила је територијална консолидација, укључујући и заузимање Триполија. У свом највећем обиму ове државе су покривале обалска подручја данашње јужне Турске, Сирију, Либан, Израел и Палестину. Та су имања касније историчарима постала позната под називом Оутремер из француске фразе outre-mer или „земља преко мора”. Едеса је пала под нападом турског ратног војсковође 1144. године, док су се друга царства одржала до 13. века, пре него што су пала под египатски Мамелучки султанат. Антиохија је покорена 1268, а Триполи је пао 1289. године. Када је Ако, главни град Јерусалимског краљевства пала 1291. године, последње територије су брзо изгубљене, и преживели су пребегли на Кипар.
Проучавање крсташких држава, само по себи, за разлику од подтекста крсташких ратова, започело је у Француској у 19. веку као аналогију француском колонијалном искуству у Леванту. То су одбацили историчари 20. века, где је концензусно стајалиште било да су Франци, како су западни Европљани били познати, живели као мањинска заједница које је у великој мери била урбана, изоловано од староседилачких народа, са одвојеним правним и религијским системима. Аутохтони народи су били хришћанске и исламске традиције, и говорили су арапски, грчки и сиријски језик.
Крсташке државе су основане у удаљеним пограничним крајевима између Византијског и Селџучког царства у периоду када су регионалне политике биле фрагментисане, владари неискусни, и велики Селџучки султанат је био незаинтересован и стању опадања. Конфузија и подела значили су да је исламски свет занемаривао свет изван њега; ово га је учинило рањивим и изненађеним првим контактом с Францима, што је Францима пружило могућност за консолидацију.

## УМедитерану

### УЛеванту
Прве четири крсташке државе формиране су одмах након Првог крсташког рата:
- Грофовија Едеса прва крсташка држава створена 1098. и трајала је до 1150 — пад грофовије Едесе
- Кнежевина Антиохија (1098—1268) — пад Антиохије
- Грофовија Триполи (1104—1288) — пад грофовије Триполи
- Краљевство Јерусалим , трајало је до 1291, када је пала Акра.

Краљевство Јерусалим је имало четири вазалне територије:
- Кнежевина Галилеја
- Грофовија Јафа и Аскалон
- Вазална држава Трансјордан
- Вазална држава Сидон

Јерменско краљевство Киликија потиче пре крсташких ратова, али папа Иноћентије III Киликији додељује статус краљевства. Касније је била под династијом Лизињан.

### Кипар
Током трећег крсташког рата формирана је Краљевина Кипар. Ричард Лавље Срце је освојио Кипар док је био на путу према Светој земљи. Острво је постало краљевина и предано је Гију Лузињану 1192. Трајало је до 1489, када га задња краљица продаје Венецији.

### НаБалкану
Током четвртог крсташког рата Византија је освојена и подељена на крсташке државе:
- Латинско царство у Цариграду
- Солунска краљевина
- Кнежевина Ахаја
- Атинско војводство
- Егејска војводина (Војводство Наксос)

док су на преосталим територијама створене византијске државе:
- Епирска деспотовина
- Трапезунтско царство
- Никејско царство

Венеција је формирала војводство Наксос или војводство Архипелаг

### Витезови хоспиталци (Јовановци)
- Војни ред витезова хоспиталаца или Ред Светог Јована успоставили су крсташку државу на Родосу од 1310, све до 1522, када су пред Турцима побегли на Малту.
- острво Кастелорико у Додеканима заузели су витезови хоспиталци 1309, али Турци су заузели 1440, од 1450. је у поседу краљевине Напуљ, а од 1635. је под Венецијом. Од 1686. је поново турски и коначно грчки од 1821. године.
- Смирна (1344—1402)
- Анталија (1361—1373)
- Бодрум (1412—1414)
- Коринт (1397—1404)
- Икарија, Кос